# モナリザの微笑 (テレビドラマ)
モナリザの微笑（モナリザのほほえみ）は、2000年1月12日から3月22日にフジテレビ系で毎週水曜日午後9時から9時54分に放送されたテレビドラマで、全11回。

## ストーリー
かつてレオナルド・ダ・ヴィンチは二枚の連作としてモナリザを描いた。一枚目は有名な「微笑のモナリザ」。そして、その対として描かれたのが二枚目のモナリザと言われている「悲しみのモナリザ」。失われた「二枚目のモナリザ」を巡って捲き起こされる危険な人物相関。そこに自ら踏み込んだ男・立花。彼は天才的な鑑定眼の持ち主であり、超一流のオークショニアであると同時に二枚目のモナリザを追うトレジャーハンターだったのだ。身分を偽り、東京のオークションハウス・ワイズへ侵入。そこで捲き起こる幾多の困難危難に立花は翻弄されながらも徐々に二枚目のモナリザへと近づいてゆく。

## キャスト

### レギュラー
ワイズ東京
- 立花雅之：江口洋介 - 元ベイカーズのエキスパート
- 宇佐美薫：伊武雅刀 - ワイズ東京 支配人
- 折原千鶴：葉月里緒奈 - 修復担当
- 岡島卓郎：岡田准一 - 副支配人兼経理担当、東都銀行からの出向
- 亀井喜春：石原良純 - 東洋美術担当
- 宮下修平：並樹史朗 - 宝飾品担当
- 茂木治虫：おかやまはじめ - ワイン担当
- 坂崎歌子：大島さと子 - 西洋美術担当
- アシスタント
  - 渋谷亜希 - 英語でのアナウンスも担当
  - 小林由美恵
- 綱島貴一郎：松本幸四郎 - GTシステム会長、千鶴の祖父
- 大貫京子：石富由美子 - 綱島の秘書
- 高城みどり：林真奈美 - アートコーディネーター、宇佐美お気に入りの顧客

### ゲスト
- 第1話・第2話
  - 浦辺登志彦：津嘉山正種 - 東都銀行常務
- 第3話
  - 柴田兼市：杉本哲太 - 東京鉄道社長
- 第4話
  - 元宮真紀：前田亜季 - 人形をとり戻そうとする少女
  - 真紀の父：山崎一
- 第5話
  - 猪原議員：中丸新将 - 国会議員
- 第6話
  - 辻朝子：中嶋朋子 - 心臓病の娘を持つ未亡人
- 第7話
  - 折原正次郎：草刈正雄 - 千鶴の父親
- 第8話
  - 赤松のぶ江：麻生祐未 - 売れないベテラン女優
  - 荒井鉄郎：ルー大柴 - 美術商
- 第9話
  - 桐島奈津子：芳本美代子 - カメラマン
- 第10話・最終話
  - レオン内藤：遠藤憲一 - フランス国家警察総局の刑事
  - 佐伯守：須永慶 - 「東都銀行」ゼネラルマネージャー

## 主題歌
- 主題歌：「Stay」（Dutch Training）

## サブタイトル
| 第1話                                                      | 2000年 1月12日 | 落札予想200億円                   | 13.5% |
| 第2話                                                      | 1月19日        | ベルサイユの秘宝                  | 12.6% |
| 第3話                                                      | 1月26日        | 7枚目のゴッホ                     | 10.8% |
| 第4話                                                      | 2月2日         | ビスクドールの涙                  | 11.4% |
| 第5話                                                      | 2月9日         | 西太后の遺産                      | 10.8% |
| 第6話                                                      | 2月16日        | 天使の贈り物                      | 9.4%  |
| 第7話                                                      | 2月23日        | 愛・めぐり逢い                    | 9.5%  |
| 第8話                                                      | 3月1日         | 悪徳美術館と借金女優…薩摩切子の謎 | 10.4% |
| 第9話                                                      | 3月8日         | 呪いの香炉に仕掛けられた復讐の罠  | 12.8% |
| 第10話                                                     | 3月15日        | 全員集合！2枚目のモナリザ奪還作戦 | 10.6% |
| 第11話                                                     | 3月22日        | 命がけのドンデン返し！最後の勝者  | 10.5% |
| 平均視聴率 11.1%（視聴率は関東地区・ビデオリサーチ社調べ） |                |                                   |       |

## スタッフ
- 脚本：福田靖、飯野陽子、前川淳
- プロデューサー：河合徹
- 演出：永山耕三、田島大輔、小林和宏
- 音楽：日向敏文
- 美術：中川詠之、荒川淳彦

| フジテレビ 水曜劇場                | フジテレビ 水曜劇場                        | フジテレビ 水曜劇場                                 |
| 前番組                             | 番組名                                     | 次番組                                              |
| ---------------------------------- | ------------------------------------------ | --------------------------------------------------- |
| TEAM （1999年10月13日 - 12月22日） | モナリザの微笑 （2000年1月12日 - 3月22日） | ショムニ（第2シリーズ） （2000年4月12日 - 6月28日） |